# 渡辺育子
渡辺 育子（わたなべ いくこ、10月7日 - ）は、日本の女性声優。ベルプロダクション所属。神奈川県出身。以前はオフィス薫に所属していた。

## 出演作品

### テレビアニメ
- 銀魂'（家政婦、女B）
- NARUTO -ナルト- 疾風伝（フロフキ、うたたねコハル、村人、老婦長、母ちゃん、猿飛ビワコ）

### 吹き替え
- THE EVENT/イベント（クリスティーナ・マルティネス）
- ウィンター・ソング（記者）
- エンバー 失われた光の物語（マード、サンプル）
- カテゴリーセブン（ゲイル・ダフィ）
- カンフー少女（手下）
- ギガンテス（ヘラー）
- グッド・ワイフ
- クリミナル・マインド6 FBI行動分析課 #16
- クリミナル・マインド7 FBI行動分析課（メリル博士）
- クリミナル・マインド 特命捜査班レッドセル
- 刑事ヴァランダー3 白夜の戦慄
- 刑事トム・ソーン 声なき目撃者
- こいぬのうんち（スズメ、ひよこ）
- ゴースト 〜天国からのささやきシーズン3（ジョーン 他<#9>）
- コールドケース7 ザ・ファイナル
- ザ・コンタクト（看護師）
- ザッツ★マジックアワー ダメ男ハワードのステキな人生
- CSI:マイアミ7（モリー<#10>）
- 実験室KR-13（ケリー・イザラノ）
- 主任警部アラン・バンクス2
- 私立探偵ヴァルグ（ヴェルネル夫人）
- 人生はノー・リターン 〜僕とオカン、涙の3000マイル〜（ダイアナ）
- 素敵な人生のはじめ方（トレーシー、R・パールマン）
- ストライキング・レンジ（シャロン）
- 捜査官X（マスターの妻）
- タイタニック 愛と偽りの航海
- TOUCH/タッチ
- デビル・インサイド
- Dr.HOUSEシーズン4（タージ<#6.7>）
- トリプルX ※日曜洋画劇場版
- ニーベルングの指環（ジークリンデ 他）
- ニトロ（ファンフルルーシュ）
- ハート・ストッパー（看護師）
- PERSON of INTEREST 犯罪予知ユニット（ダコスティーノ（サンドラ・サンティアゴ））
- ハリーズ・ロー 裏通り法律事務所
- 犯罪捜査官 アナ・トラヴィス 孤独な叫び（ヘレン）
- ヒーロー・ウォンテッド（ステイシー）
- 必殺処刑人 リベンジ（ウェイトレス）
- フットルース 夢に向かって
- プライベート・プラクティス3、4
- ブラザーズ&シスターズ
- プロテージ/偽りの絆（クァンの次女、露天の女 他）
- ボードウォーク・エンパイア 欲望の街
- ポセイドン　※日曜洋画劇場版
- ボディ・オブ・プルーフ 死体の証言
- ボトムダウン（ジャッキー、クレア 他）
- ボルジア家 愛と欲望の教皇一族
- マット・ルブランの元気か〜い?ハリウッド!
- ミッシング -サイキック捜査官-2、3（ティア・シガリス 他）
- 麦の穂をゆらす風（バーナデット、ジュリア、ラファティ夫人）
- 黙示録2009 case.1 隕石郡襲来（医師、患者）
- ライブラリアン キングソロモンの呪文（部下、少年）
- リゾーリ&アイルズ ヒロインたちの捜査線（キャロル・マディガン）
- リプリーズ・ゲーム（ウェイトレス）
- リンガー 〜2つの顔〜
- レッド・ステイト（サラ（メリッサ・レオ））
- LAW & ORDER（ロジャーズ）
- LAW & ORDER:LA
- LAW&ORDER:クリミナル・インテント（ロジャーズ）
- LAW & ORDER:性犯罪特捜班（ロジャーズ）
- 私はラブ・リーガル

### ボイスオーバー
- 巨大建築シリーズ シャルトル大聖堂（エイミー・リビングストン）
- 巨大建築シリーズ ペトラ（カイリエ・アムール）